# Tachikawa
Tachikawa (japanska: 立川市?, Tachikawa-shi) är en stad i västra delen av Tokyo prefektur i Japan, ca 30-35 km väster om centrala Tokyo.
Staden fick stadsrättigheter 1940.